# Jóhann Berg Guðmundsson
Jóhann Berg Guðmundsson (født 27. oktober 1990) er en islandsk professionel fodboldspiller, som spiller for Al-Orobah FC og Islands landshold.

## Klubkarriere

### Breiðablik
Guðmundsson begyndte sin karriere hos Breiðablik, hvor han debuterede for førsteholdet i 2008.

### AZ
Efter at have imponeret stort i 2008 sæsonen, skiftede Guðmundsson i januar 2009 til hollandske AZ Alkmaar. Han blev her del af klubbens reservehold, indtil han fik sit store gennembrud på førsteholdet i løbet af 2010-11 sæsonen. Herfra etablerede han sig som en fast mand på førsteholdet, og forblev i den rolle frem til 2014, hvor han annoncerede han ville forlade AZ ved kontraktudløb.

### Charlton Athletic
Guðmundsson skiftede i juli 2014 til EFL Championship-klubben Charlton Athletic. Hans bedste sæson for Charlton var i 2015-16, da han med 11 assist i sæsonen, sluttede som delt førsteplads i Championship for flest assist. Trods dette, så var det ikke nok, da Charlton led nedrykning til League One i sæsonen.

### Burnley
Guðmundsson skiftede i juli 2016 til Burnley, som i den forrige sæson havde vundet oprykning til Premier League. Han har siden skiftet til Burnley spillet hovedsageligt som rotationsspiller.

## Landsholdskarriere

### Ungdomslandshold
Guðmundsson har repræsenteret Island på flere ungdomsniveauer.

### Seniorlandshold
Guðmundsson debuterede for Islands landshold den 20. august 2008. Han var del af Islands trupper til EM 2016 og VM 2018.

## Titler
AZ
- KNVB Cup: 1 (2012-13)